# Frinco
Frinco ist eine Gemeinde in der italienischen Provinz Asti (AT), Region Piemont.

## Lage und Einwohner
Frinco liegt rund 15 km nördlich von der Provinzhauptstadt Asti entfernt. Das Gemeindegebiet umfasst eine Fläche von 7,28 km² und hat 725 Einwohner (Stand 31. Dezember 2023). Die Gemeinde ist ein Teil der Comunità Collinare Val Rilate. Die Gemeinde besteht aus den Ortsteilen Molinasso, S. Defendente, Bricco Morra und Bricco Rampone. Die Nachbargemeinden sind Castell’Alfero, Corsione, Tonco und Villa San Secondo. 

## Kulinarische Spezialitäten
In Frinco werden Reben der Sorte Barbera für den Barbera d’Asti, einen Rotwein mit DOCG-Status angebaut.